# Ejnar Mindedal
Ejnar Mindedal, født Mindedal Rasmussen (19. juni 1892 i Ollerup – 23. december 1975 i Ollerup) var en dansk nyklassicistisk arkitekt. Han blev tilknyttet Gymnastikhøjskolen i Ollerup, som blev oprettet af Niels Bukh. Han var traditionalist i bedste Bedre Byggeskik-skoling, men veg ikke tilbage for at anvendte moderne materialer som beton, fx i gennembrudsværket, svømmehallen i Ollerup, der vandt sølvmedalje ved OL i Amsterdam 1928.

## Uddannelse
Ejnar Mindedal var søn af forstander for Ollerup Håndværkerskole, arkitekt Daniel Rasmussen og Thyra f. Sørensen. Han var i snedkerlære maj 1907 til august 1908, var på Vallekilde Håndværkerskole (under Ivar Bentsen) og Ollerup Håndværkerskole og var elev af billedhugger R. Mogensen i Svendborg. I september 1918 bestod han adgangsprøven til Kunstakademiets Arkitektskole, hvorfra han tog afgang januar 1923. Undervejs var Mindedal ansat hos Louis Hygom 1915-16 og Poul Holsøe 1917-22.

## Karriere
Ejnar Mindedal drev egen tegnestue i Ollerup fra 1923, var arkitekt for Statens Jordlovsudvalg og bygningskyndig rådgiver for Landbrugs- og Indenrigsministeriet 1923-32, forstander for Ollerup Håndværkerskole fra 1932, bygningskonsulent for præstegårde i Svendborg Amt fra 1943, medlem af provstiudvalget for Sunds-Gudme Herreder fra 1945, arkitekt for Vallø Stift fra 1945 samt medlem af bestyrelsen for Teknisk Skoleforening fra 1947. Han var medlem af bestyrelsen for Ollerup Håndværkerskole og for A/S Maskinfabrikken Svendborg, medlem af tilsynsrådet for Sparekassen for Svendborg og Omegn og medlem af Grænseforeningens byggeudvalg
Han modtog K.A. Larssens Legat 1921, sølvmedalje ved de olympiske lege i Amsterdam 1928 og Dronning Alexandras Mindelegat 1931. Han deltog desuden i Charlottenborg Forårsudstilling 1921 og 1929, Charlottenborg Efterårsudstilling 1922 samt de olympiske lege i Paris 1924. Hans rejser bragte ham til de fleste lande i Vest- og Centraleuropa.
Han blev gift 1. oktober 1922 i Bandholm med Margrethe Hansen (1. december 1898 smst. – 8. juli 1978 i Svendborg), datter af førstelærer Georg Christian Hansen og Christine Lund. Han er begravet på Ollerup Kirkegård.

## Værker
- Gymnastikhøjskolen i Ollerup, Svendborgvej 3, Ollerup (1920, facader og vinduer totalt ændret)
- Villa, Øster Skerningevej 6 (1923)
- Gjellerup Valgmenighedskirke, Hammerum (1924, sammen med Daniel Rasmussen)
- Svømmehal, Ollerup Gymnastikhøjskole (1925, sølvmedalje ved OL i Amsterdam 1928)
- Villa, Øster Skerningevej 8 (1925)
- Villa, Assensvej 119 Stenstrup (1926)
- Hammerum Havebrugsskole (1926, sammen med Daniel Rasmussen)
- Kommuneskole i Hågerup (1926)
- Kommuneskole i Kullerup med lærerbolig (1928)
- Villa, Klostergade 32 Faaborg (1928)
- Lem Sydsogns Kirke i Lem (1929-31 sammen med Daniel Rasmussen)
- Staldbygning til Dalum Landbrugsskole, Hjallese (1929, sammen med Daniel Rasmussen)
- Villa, Øster Skerningevej 4 (1931)
- Ollerup Håndværkerskole (1932)
- Præstegård i Ollerup (1935)
- Præstegård i Brenderup (1937)
- Præstegård i Søndersø (1939)
- Præstegård i Pårup (1940)
- Præstegård på Drejø (1942)

### Restaureringer og ombygninger
- Hovedbygningen på herregården Østergård (1924)
- Skellerup Kirke (1924)
- Portbygningen på herregården Hvedholm (1929)
- Nørre Lyndelse Kirke (1930)
- Ellinge Kirke (1930)
- Vissenbjerg Kirke
- Sønder Nærå Valgmenighedskirke (1931, døbefont og dåbsfad 1945)
- Nørre Åby Alderdomshjem (1938)

### Projekter
- Gråsten Landbrugsskole (1928, 1. præmie)
- Horsens Landbrugsskole (1944, præmieret)

### Skriftlige arbejder
- (sammen med Daniel Rasmussen): Lommebog for Bygningshaandværkere, udgivet årligt fra 1920.
- "Landhaandværkets haandværksmæssige og tekniske Udvikling fra Oldtiden til vore Dage", i: Det danske Landhaandværk, II, Byggefagene, 1935, s. 247-402.

- Gjellerup Valgmenighedskirke
- Lem (Sydsogns) Kirke